# 鄭攻略
鄭攻略戦（ていこうりゃくせん）は、紀元前375年に起きた韓が鄭を滅ぼした戦い。
紀元前423年に晋の韓啓章（韓武子）が鄭を攻撃し、鄭の幽公を殺した。鄭は幽公の弟の繻公（）を擁立した。紀元前408年、韓の景侯が鄭を攻撃し、雍丘を奪った。鄭は京の地に築城した。紀元前407年、鄭軍が韓を攻撃し、負黍（）で韓軍を破った。紀元前400年、鄭軍が韓の首都の陽翟（）を包囲した。紀元前398年、鄭の太宰欣が鄭で反乱を起こし、鄭の駟子陽（）を滅ぼした。紀元前396年、駟子陽の党派の者たちが繻公を殺害し、幽公の弟の康公が鄭公として擁立された。紀元前394年、鄭の負黍の地が離反し、韓に復帰した。紀元前385年、韓が鄭を攻撃し、陽城を奪った。紀元前375年、韓の哀侯が鄭を滅ぼし、その国土を併呑した。韓は新鄭に遷都した。